# Maële Biré-Heslouis
Maële Biré-Heslouis (17 de diciembre de 2002) es una deportista de Francia que compite en atletismo. Ganó una medalla de plata en el Campeonato Mundial de Atletismo Sub-20 de 2021, en la prueba de 10 km marcha.